# Eleonora av Woodstock
Eleonora av England, även känd som Eleonora av Woodstock, född 18 juni 1318 i Woodstocks slott, död 22 april 1355 i Deventer kloster, var en engelsk prinsessa, och grevinna av Geldern 1332–1343 genom sitt äktenskap med greve Reginald II av Geldern. Hon var Gelderns regent som förmyndare för sin son Reinald III av Geldern från 1343 till 1344. 

## Biografi
Eleonora var dotter till kung Edvard II av England och Isabella av Frankrike. Hennes far avsattes 1326 och ersattes av hennes bror under deras mors regentskap. År 1330 avsattes hennes mor som regent och hennes bror Edvard III tog makten.
För att fira att Eleonora blev myndig – hon var tretton år – anordnade den nye kungen en riddarturnering i september 1331, där prinsessan – enligt en London krönikör – var hedersgäst. Hon fick därefter sitt eget hushåll och förberedelser gjordes för att politiskt äktenskap. Reginald II av Geldern föreslogs av Englands allierade, kejsaren och greven av Holland, och en allians mellan England och Geldern arrangerades i samband med äktenskapet.

### Grevinna av Geldern
Eleonora reste i april 1332 till Geldern och bröllopet ägde rum i Nijmegen 22 maj 1332. På grund av sitt stöd för England, begåvades Reginald med titeln hertig av kejsaren 1339. Eleonora och Reginald fick två barn, Reginald (1333) och Edward (1336). Reginald II förlitade sig starkt på sin rådgivare Jan Moliart, som år 1336 ska ha fått Eleonora förvisad från hovet med argumentet att hon led av spetälska. Hon bodde då i Deventer, vars kloster hon gynnade. Enligt en obekräftad legend ska Eleonora ha fått återvända till hovet sedan hon tagit av sig kläderna offentligt för att demonstrera att hon inte led av lepra.

### Regent
Efter Reginald II:s död 1343 stämde Eleonora Moliart. Under rättegången dök hon upp med sina två söner. Hon anklagade honom för självberikning och för olaglig användning av det hertigliga sigillet. För att motbevisa Moliarts berättelse om hennes påstådda spetälska blottade hon sin arm inför domarna och alla andra närvarande och ropade: 'Se om min kropp är ren! Denne ondskans son (Moliart) ljög för min man att den skulle vara oren'. Och pekade på sina små pojkar och sa: 'Här är två pojkar av utomordentligt skönhet. Hade det inte varit för denna skamliga varelse (Moliart) hade det blivit tre eller fyra till'. Eleonora krävde dödsstraff för Moliart, som dömdes till fängelse.
Från 1343 agerade Eleonora som regent för sin fortfarande minderåriga son. Även om hennes regentskap var officiellt accepterat, uppstod svårigheter när en andra kusin till hennes bortgångne man, Jan van Valkenburg, ville agera som medregent. Redan 1344 började den då elvaårige Reginald III nominellt agera självständigt.
Eleonora drog sig tillbaka från det offentliga livet efter 1344. Sedan dess använde hon titeln "Veluwedamen", efter det område hon hade fått som morgongåva. Hon gjorde sig känd främst som en välgörare av de olika klostersamhällena inom och utanför Gelderland. Hon hade stor sympati för de fattiga Klarissinnorna. Hon levde sina sista år i Deventer, där hon dog 1355 vid 36 års ålder. 